# 柯良叡
柯良叡，中華民國外交官、政府官員。畢業於中國文化大學英國語文學系學士、哥伦比亚大学國際關係碩士。曾任駐菲律賓臺北經濟文化辦事處三等秘書、駐美國臺北經濟文化代表處二等秘書、外交部條約法律司科長、駐英國台北代表處副參事、外交部歐洲司副司長、駐捷克臺北經濟文化辦事處大使銜代表等職務，現任外交部研究設計會主任。

## 職業生涯
2018年12月，外交部歐洲司副參事柯良叡與德國駐臺代表王子陶等人，出席臺北市立忠孝國民中學的「德意志帝國駐福爾摩沙領事館」紀念牌揭幕典禮。
2019年1月，對於教宗方濟各於11月訪問日本的亞洲行是否可能納入臺灣，歐洲司副參事柯良叡說明外交部一直持續向教廷表示，希望邀請教宗訪臺，也歡迎任何有關促進臺梵交流合作的活動，包括教廷高層來訪，外交部將持續與教廷溝通。12月，對於德國國會舉行的與臺灣建交請願案公聽會，歐洲司副司長柯良叡沒有正面回應，僅表示德國是臺灣很重要的貿易夥伴，尤其是「工業4.0」政策，與臺灣「5+2產業創新計畫」有許多結合。臺灣與德國的相關政府機關、民間企業保持密切合作，持續推動臺德關係進展。
2020年1月，捷克參議院議長柯佳洛逝世，外交部長吳釗燮致電捷克駐臺代表朗樂（Patrick Rumlar），代表總統蔡英文以及政府與人民表達哀悼，並由駐捷克代表柯良叡代表政府向其家屬致哀。
2022年4月，捷克外交部長利帕夫斯基與駐捷克代表柯良叡在辦公室會談，感謝臺灣捐贈150萬美元予捷克紅十字會，用以協助俄烏戰爭中的烏克蘭難民。並強調捷克與臺灣有共同價值觀，也期待著「另一個偉大的合作」。
2022年8月，柯良叡接受捷克《經濟日報》專訪，對於解放軍環臺軍演、臺捷科技與教育合作、推動歐盟與臺灣的投資保障協定等問題發表看法。
2022年9月，駐捷克代表柯良叡與捷克駐臺代表史坦格（David Steinke）在臺北簽署《臺捷半导体科技合作備忘錄》與《臺捷教育合作備忘錄》。10月，捷克布爾諾國際工業展開幕，捷克總理費亞拉與工貿部長西克拉、交通部長庫普卡以及工、商總會理事長到臺灣館參觀，由駐捷克代表柯良叡等人接待，費亞拉表示，樂見捷臺在科技與教育領域推動合作。

## 語言
| 語種               | 程度   |
| ------------------ | ------ |
| 中華民國國語、臺語 | 母語   |
| 英语               | 精通   |
| 法语、日语         | 中等   |
| 德语、西班牙语     | 基礎   |
| 捷克语             | 初學者 |